# بنجامین میچل (بازیگر)
بنجامین میچل (انگلیسی: Benjamin Mitchell؛ ۷ ژوئیهٔ ۱۹۷۸ – ) یک هنرپیشه اهل نیوزیلند بود.
وی بازیگر فیلم‌هایی همچون پدر، مأموران مخفی پلیس و هابیت: برهوت اسماگ بوده است.